# 試行雇用契約
試行雇用契約（しこうこようけいやく、英語: Test Employment）とは、近年活用されている雇用形態の一種である。
使用者側には労働者の各種能力を見極めた上で本採用を考えられるメリットがある。労働者側にも自己の適性を見極められるメリットがある。そのため労使双方に常用雇用につながる契機になる。